# Cyrtandra longipetiolata
Cyrtandra longipetiolata là một loài thực vật có hoa trong họ Tai voi. Loài này được de Vriese mô tả khoa học đầu tiên năm 1856.